# Helictopleurus neoamplicollis
Helictopleurus neoamplicollis là một loài bọ cánh cứng trong họ Bọ hung (Scarabaeidae).